# Starlog
「starlog」（スターログ）は、ChouChoの楽曲。作詞は松井洋平、作曲は川本新が手掛けている。7枚目のシングルとして2013年7月31日にLantisから発売された。

## 概要
ChouChoのシングルとしては前作「空とキミのメッセージ」から2か月ぶりのリリースとなる。
本曲は、テレビアニメ『Fate/kaleid liner プリズマ☆イリヤ』のオープニングテーマに使用された。タイトルからも分かるように星をモチーフとした疾走のある「きれいさのなかに強さが」が感じられる曲。歌詞中の「叶った全てのことは信じ描いた星座ね」は、自身のデビューから現在に至る心境と通じるものがあったためレコーディング時はこの箇所に感情を込めながらかっこよく歌ったという。
カップリング曲の「暮れ色のキャンバス」は、自身の転校経験の多さを基に制作した、親しい人と離れ離れになる気持ちを歌った曲。しかし「離れ離れ」だけだと寂しいと感じたため優しいフレーズを最後に持ってきたという。

## チャート成績
2013年8月12日付オリコン週間シングルランキングで初登場27位を獲得し、初週3,681枚を売り上げた。チャート登場回数は9回。累計8,585枚のセールスを記録した。

## シングル収録曲
| #         | タイトル                          | 作詞      | 作曲      | 編曲      | 時間  |
| --------- | --------------------------------- | --------- | --------- | --------- | ----- |
| 1.        | 「starlog」                       | 松井洋平  | 川本新    | 川本新    | 5:01  |
| 2.        | 「暮れ色のキャンバス」            | ChouCho   | 片山義美  | 関野元規  | 4:31  |
| 3.        | 「Starlog」(off vocal)            |           |           |           | 5:01  |
| 4.        | 「暮れ色のキャンバス」(off vocal) |           |           |           | 4:31  |
| 合計時間: | 合計時間:                         | 合計時間: | 合計時間: | 合計時間: | 19:04 |

## チャート
| チャート                          | 最高位 |
| --------------------------------- | ------ |
| オリコン                          | 27     |
| Billboard JAPAN HOT 100           | 49     |
| Billboard JAPAN Top Singles Sales | 24     |
| Billboard JAPAN Hot Animation     | 10     |

## 収録アルバム
| 曲名               | 収録アルバム                     | 発売日         | 備考                                 |
| ------------------ | -------------------------------- | -------------- | ------------------------------------ |
| Starlog            | 『secretgarden』                 | 2013年12月25日 | 2ndアルバム                          |
| Starlog            | 『ChouCho ColleCtion "bouquet"』 | 2016年5月25日  | ベストアルバム                       |
| Starlog            | 『naked garden』                 | 2019年11月27日 | アコースティック・バージョンで収録。 |
| Starlog            | 『ChouCho the BEST』             | 2021年12月8日  | ベストアルバム                       |
| 暮れ色のキャンバス | 『secretgarden』                 | 2013年12月25日 | 〜secretgarden mix〜として収録。     |